# طواف إيطاليا 1939
طواف إيطاليا 1939 هو سباق دراجات هوائية أقيم في إيطاليا بتاريخ 28 أبريل - 18 مايو، تكون السباق من 17 مرحلة وامتدّ لمسافة 3011.4 كم بسرعة 34.150 كم/س، استغرق السباق 88 ساعة 02 دقيقة 00 ثانية. فاز به الإيطالي جيوفاني فالتي وحلّ ثانيا جينو بارتلي.

## الترتيب
| م                     | الدرّاج        | البلد   | الزمن                     |
| --------------------- | ------------- | ------- | ------------------------- |
| الفائز بالترتيب العام | جيوفاني فالتي | إيطاليا | 88 ساعة 02 دقيقة 00 ثانية |
| الثاني                | جينو بارتلي   | إيطاليا |                           |
| التسلق                | جينو بارتلي   | إيطاليا | -                         |